# Karczowiska Górne
Karczowiska Górne (niem. Oberkerbswalde) – wieś w Polsce położona w województwie warmińsko-mazurskim, w powiecie elbląskim, w gminie Gronowo Elbląskie, na obszarze Żuław Elbląskich, przy trasie linii kolejowej Malbork–Elbląg–Mamonowo, w odległości około 2 kilometrów od Elbląga.
Wieś okręgu sędziego ziemskiego Elbląga w XVII i XVIII wieku. W latach 1975–1998 miejscowość administracyjnie należała do województwa elbląskiego.